# Garanterat individuell
Garanterat individuell är debutalbumet av det svenska rockbandet Hoola Bandoola Band. Albumet spelades in i juli 1971 och utgivet i november samma år på skivbolaget MNW Waxholm.
Skivan hyllades av kritikerna, däribland Expressens Peter Himmelstrand, som skrev i sin recension: "Här kommer en skånsk grupp på sex och gör en skiva som är mogen både musikaliskt och textmässigt". Mest uppmärksammad blev låten "Fred (till Melanie)" som senare tolkades av Imperiet. Garanterat individuell är en av titlarna i boken Tusen svenska klassiker (2009).

## Låtlista
All text och musik av Mikael Wiehe.
Sida A
1. "Hemmet" – 3:52
2. "Burrhuve't" – 4:33
3. "Garanterat individuell" – 2:34
4. "Filosofen från Cuenca" – 4:21
5. "Vävare-Lasse" – 4:45

Sida B
1. "Måndåren" – 4:45
2. "Fred (till Melanie)" – 12:43

## Musiker
- Mikael Wiehe – gitarr, flöjt, sopransaxofon, ledsång (alla låtar förutom låt 3)
- Björn Afzelius – tamburin, bakgrundssång, ledsång (låt 2, 4 och 7)
- Peter Clemmedson – gitarr, bakgrundssång
- Povel Randén – piano, bakgrundssång, ledsång (låt 3, 4)
- Arne Franck – bas
- Per-Ove Kellgren – trummor
- Håkan Skytte - slagverk (låt 4, 5 och 7)

### Fotnoter
1. ↑  http://www.mikaelwiehe.se/utdr_recension_gar_indiv.htm
2. ↑  Gradvall et al 2009, #315